# Dominica en los Juegos Olímpicos de Sochi 2014
Dominica estuvo representada en los Juegos Olímpicos de Sochi 2014 por dos deportistas, un hombre y una mujer, que compitieron en esquí alpino.
El portador de la bandera en la ceremonia de apertura fue el esquiador alpino Gary di Silvestri. El equipo olímpico dominiqués no obtuvo ninguna medalla en estos Juegos.